# Distretto di Sangcharak
Il distretto di Sangcharak è un distretto dell'Afghanistan appartenente alla provincia di Sar-e Pol.
| Controllo di autorità | VIAF (EN) 1169146936599613780121 · LCCN (EN) n2016210789 |